# Marsilio Ficino

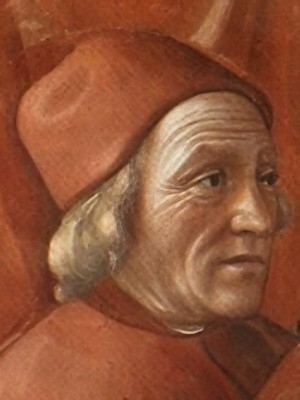
Marsilio Ficino geschilderd door Domenico Ghirlandaio

Marsilio Ficino, of in het Latijn Marsilius Ficinus (Figline, 19 oktober 1433 – Florence, 1 oktober 1499) was een Italiaanse humanist, arts, geestelijke en neoplatonist. Hij was in dienst van de Medici, en maakte als eerste (integrale) vertalingen van zowel Plato's oeuvre, als van het Corpus Hermeticum, en van het werk van de neoplatonisten Plotinus, Porphyrius, Jamblichus en Proclus. Daarmee droeg hij sterk bij tot de wederopleving van het neoplatonisme, en de ontwikkeling van de westerse esoterie in de vroegmoderne tijd.

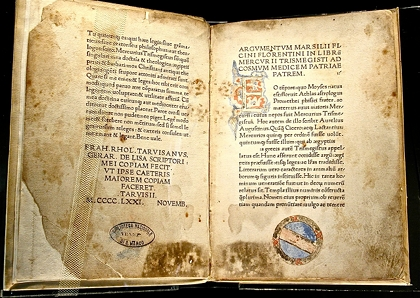
Corpus Hermeticum: eerste Latijnse editie, door Marsilio Ficino, 1471, in de Bibliotheca Philosophica Hermetica, Amsterdam.

## Levensloop

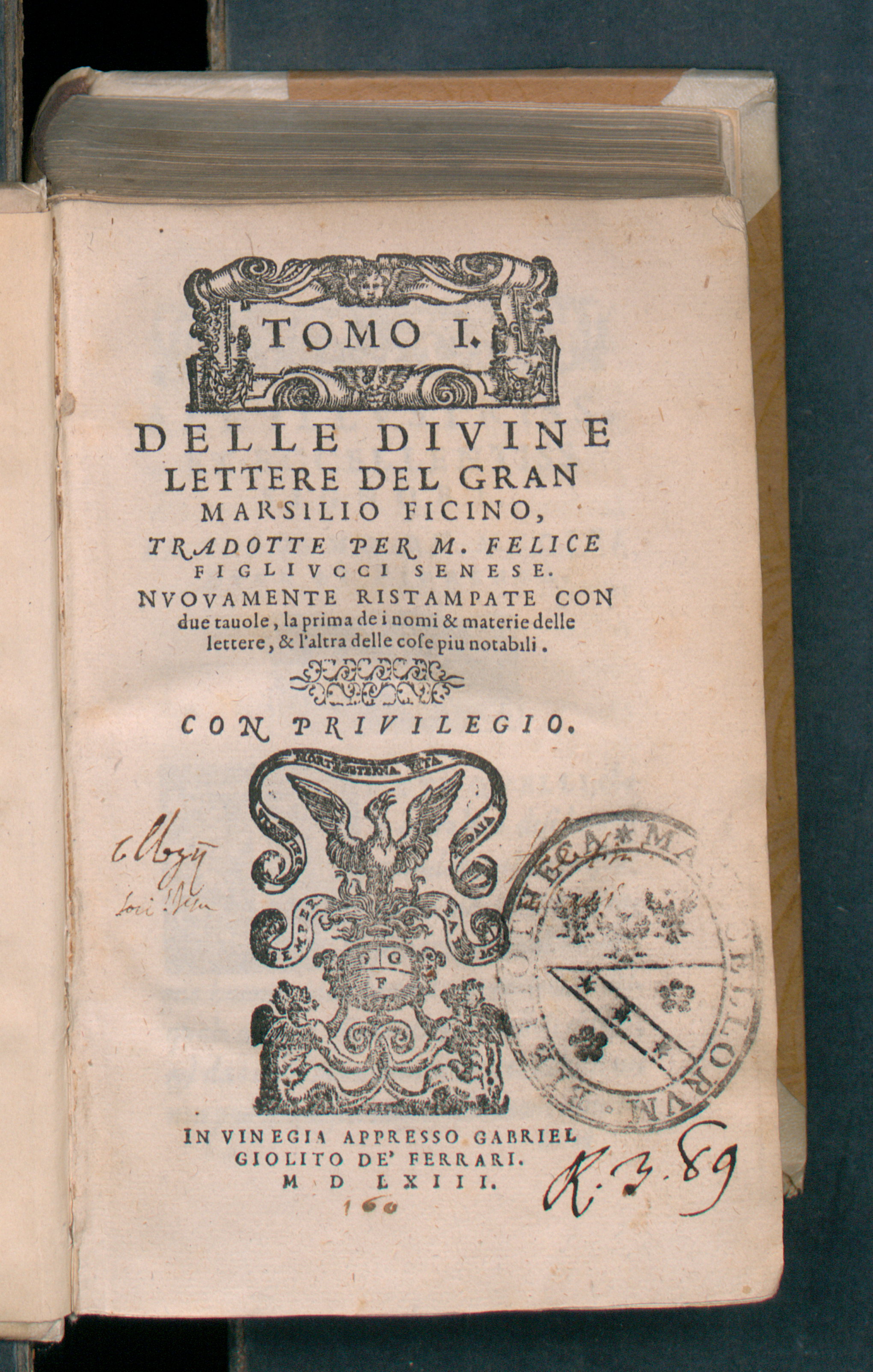
Delle divine lettere del gran Marsilio Ficino, editie 1563

In eerste instantie studeerde hij in opdracht van zijn vader geneeskunde, om als arts in dienst van de Medici te zullen treden. Gaandeweg leerde hij het Oudgrieks en raakte hij vertrouwd met het platonisme. In 1463 gaf zijn beschermheer Cosimo de’ Medici hem een villa in Careggi, net ten noorden van Florence. Ficino begon aan het project om voor het eerst alle dialogen van Plato naar het Latijn te vertalen. Die onderneming onderbrak hij na korte tijd in opdracht van Cosimo, die een vertaling verlangde van het recentelijk ontdekte Corpus Hermeticum, dat oudere wijsheid zou bevatten van Hermes Trismegistus. Toen Cosimo in 1464 op zijn sterfbed lag, las Ficino zijn vertalingen van Plato's Parmenides en Philebus aan hem voor. In 1473 werd hij tot priester gewijd, en in 1487 werd hij kanunnik in de kathedraal van Florence.

## Werk

De triplici vita, 1560

Hij publiceerde diverse werken die invloedrijk en succesvol bleken. Zijn commentaar op Plato's Symposium, De amore, uit 1469 werd het basiswerk voor vroegmoderne theorieën over de liefde, en in zijn hoofdwerk Theologia Platonica poogde hij het christendom en platonisme, eigenlijk neoplatonisme, met elkaar in overeenstemming te brengen. In dit werk was hij beïnvloed door Thomas van Aquino, kerkvader Augustinus, Proclus en Plotinus, die hij als de beste interpreet van Plato's oeuvre beschouwde. Met de financiële en intellectuele hulp van anderen, slaagde hij erin om in 1484 zijn vertaling van Plato's oeuvre te voltooien. Hij schreef diverse commentaren daarop. In 1489 volgde de publicatie van De vita, een geneeskundige verhandeling met magische en astrologische elementen. Hiermee profileerde hij zich als ‘dokter van de ziel’. De mens kon proberen in overeenstemming met de hemelsferen te leven, en kon hiervoor kennis benutten van occulte relaties tussen de microkosmos en macrokosmos. Zo kon men onder andere therapeutische talismannen gebruiken en de Orfische hymnen zingen om ‘demonische’ krachten aan te wenden. Voor die overeenstemming herinterpreteerde hij Plato's Timaeus, en onderscheidde hij naast de Wereldziel ook een Wereldlichaam en daartussenin een Wereldgeest. De mens kon vanuit de aardse wereld overeenstemming zoeken met die Wereldgeest. De De vita zorgde voor opschudding binnen de Kerk, maar hij ontsnapte aan een onderzoek van de Curie.
Hij bezorgde nog andere vertalingen, zoals van de Orfische hymnen. In zijn laatste levensjaren maakte en publiceerde hij vertalingen in het Latijn van pseudo-Dionysius de Aereopagiet en neoplatonisten als Jamblichus, Porphyrius, Proclus, Synesius en de Byzantijn Michaël Psellus. Tot slot schreef hij tegen Savonarola.
Uit zijn oeuvre blijkt dat Ficino belangstelling had voor metafysica, ethiek, farmacologie, psychologie, harmonieleer, muziektherapie, mythologie, astrologie, magie, kabbala, getallenmystiek (van onder andere Theon van Smyrna), demonologie en esoterie in het algemeen. Zijn ruime interesse in esoterie en filosofie komt door zijn geloof in de zogeheten prisca theologia (‘oude theologie’), de geheime overlevering van oeroude wijsheid, die liep van Zarathustra (Zoroaster) naar opeenvolgend Hermes Trismegistus, Orpheus, Aglaophemus, Pythagoras en uiteindelijk Plato. Dat was het gevolg van zijn herinterpretaties van oudere teksten in het licht van latere teksten. Deels volgde hij hierin bijvoorbeeld de neoplatonisten, die Plato's filosofie (foutief) traceerden tot Pythagoras, maar ook werd hij beïnvloed door het werk van de Byzantijnse platonist Plethon. Dat Ficino Zarathustra als de oudste bron van wijsheid beschouwde, was op grond van verschillende teksten, zoals Plato's verwijzingen en de Chaldeïsche orakelen, maar hij interpreteerde de Bijbelse drie wijzen uit het oosten ook als zoroastriërs, en die werden sinds de klassieke oudheid verondersteld esoterische kennis te bezitten. Zo zou Zarathustra de uitvinder van de astrologie en magie zijn geweest.
Ficino's werk genoot bekendheid doordat hij correspondeerde met veel mensen uit de betere klasse, waaronder studenten zoals Giovanni Pico della Mirandola en Angelo Poliziano, edelen, geestelijken en (hoge) ambtenaren. Hij had een groot netwerk. Twaalf boeken met zijn brieven werden eveneens uitgegeven, ook in de Italiaanse volkstaal. Door zijn liberale gedachten, gevarieerde interesses, vermenging van christelijke theologie met heidense filosofie en esoterische kennis, en de publicatie van neoplatonisch werk dat nogal exotisch aandeed, wist hij de interesse van velen te wekken. In 1561 verscheen voor het eerst een editie van het complete oeuvre van Ficino in Bazel. Er volgden nog twee uitgaven van, en ook afzonderlijke werken werden verschillende malen herdrukt tot in de zeventiende eeuw.

## Nederlandse boeken in druk beschikbaar
- De brieven van Marsilio Ficino, Rozekruis Pers, ISBN 978-90-673-2101-3
- Geef vrijelijk wat vrijelijk is ontvangen, Brieven deel II Marsilio Ficino, Rozekruis Pers, 1996 ISBN 978-90-673-2167-9 (Vert. van: The letters of Marsilio Ficino. Vol. 2: Being a translation of Liber III. Londen, Shepheard-Walwyn, 1978; Oorspr. titel: Epistolae libri XII. Venetiis, 1495)
- Marsilio Ficino 500 jaar later, Rozekruis Pers, 1999 ISBN 978-90-673-2231-7
- Ficino – brug naar de hermetische gnosis, Symposionreeks, ISBN 978-90-673-2250-8
- De wereld als kunstwerk : inleiding tot de Platonische theologie, vijf sleutels tot de Platonische wijsheid. Kampen, Ten Have, 2005 ISBN 90-259-5498-7 (Vert. uit: Théologie platonicienne de l'immortalité des âmes. III: Livres XV-XVIII. Parijs, Les Belles Lettres (Les classiques de l'humanisme, nr. 5), 1970)
- Het leven van Plato en andere brieven van Marsilio Finico. Haarlem, Rozekruis Pers, 2011 ISBN 978-90-6732-400-7 (vertaling van: The letters of Marsilio Ficino. Vol. 3:  Liber IV. Londen, Shepheard-Walwyn, 1981)

- Bibsys: 90100700
- Biblioteca Nacional de Chile: 000166559
- Biblioteca Nacional de España: XX868747
- Bibliothèque nationale de France: cb11902728n (data)
- Catàleg d'autoritats de noms i títols de Catalunya: 981058521913506706
- CiNii: DA0020442X
- Digitale Bibliotheek voor de Nederlandse Letteren: fici001
- Gemeinsame Normdatei: 118532855
- International Standard Name Identifier: 0000 0001 2149 1468
- Library of Congress Control Number: n50001263
- Nationale Bibliotheek van Letland: 000030348
- Mathematics Genealogy Project: 131539
- Bibliotheek van het Japanse parlement: 00439468
- Nationale Bibliotheek van Tsjechië: nlk20000085388
- Nationale bibliotheek van Australië: 35082791
- Nationale Bibliotheek van Israël: 987007260992205171
- Nationale Bibliotheek van Polen: a0000001196809
- Nationale en Universitaire bibliotheek Zagreb: 000137067
- Nederlandse Thesaurus van Auteursnamen: 069171483
- RKD-Nederlands Instituut voor Kunstgeschiedenis: 420501
- Istituto Centrale per il Catalogo Unico: CFIV023808
- LIBRIS: 237445
- SNAC: w6gt5tmb
- Système universitaire de documentation: 026864436
- Trove: 821274
- Union List of Artist Names: 500317670
- Virtual International Authority File: 120697563
- WorldCat: E39PBJbxxRG4dHHrd8QPPkMF8C

Zie ook: Oosterse filosofie · Antieke filosofie · Moderne filosofie · Postmoderne filosofie · Portaal filosofie
‘Meditaties op de Ziel’ een selectie van brieven uit de eerste vijf brievenboeken van Marsilio Ficino. ISBN 9789464805567 Uitgeverij Ka.Dag en drukwerk Brave New Books